# 山創建設
山創建設株式会社（やまそうけんせつ）は、横浜市港南区にある建設会社。横浜市近郊の地域に密着した外構・エクステリア・擁壁工事などを行う総合外構工事会社である。

## 沿革
- 1976年（昭和41年）4月15日、横浜市港南区にて創業
- 1986年（昭和51年）4月商号を山口石工業とする。資本金300万円 代表取締役 山口慶太郎
- 2004年（平成16年）5月 資本金を600万円に増資
- 2005年（平成17年）4月1日、商号を山創建設株式会社へ変更。

資本金を1,000万円に増資 代表取締役 山口慶太郎を会長とし、新代表取締役に山口隆に変更。
- 2008年（平成20年）12月22日、ブログを開設。
- 2011年（平成23年）1月 建築部門縮小。外構専門会社に移行

## 受賞作品
- 2010年 TOEX 第31回エクステリア施工コンクールA部門 入選賞
- 2011年 タカショー 第2回光の施工例コンテスト 入選特別賞
- 2012年 LIXIL MEMBERS CONTEST 2012 リフォーム部門敢闘賞
- 2012年 TOYO 全国施工例コンテスト　ニコニコ大賞
- 2012年 タカショー 第3回光の施工例コンテスト 入選特別賞
- 2013年 三協アルミ EXTERIOR DESIGN CONTEST 2013年 ミューテリアライフ部門 地区優秀賞
- 2013年 タカショー 第4回光の施工例コンテスト 入賞
- 2014年 エスビック施工写真コンテスト'14 インター部門 奨励賞